# Drugstore (album de Drugstore)
Pour les articles homonymes, voir Drugstore (homonymie).
Albums de Drugstore
White Magic for Lovers
(1998)
Drugstore est le debut album du groupe alternatif britannique Drugstore sorti en 1995.

## Liste des chansons de l'album
1. « Speaker 12 »
2. « Favourite Sinner »
3. « Alive »
4. « Solitary Party Groover »
5. « If »
6. « Devil »
7. « Saturday Sunset »
8. « Fader »
9. « Super Glider »
10. « Baby Astrolab »
11. « Gravity »
12. « Nectarine »
13. « Star-Crossed »
14. « Accelerate »